# Lijst van prefecten voor de Goddelijke Eredienst en de Regeling van de Sacramenten

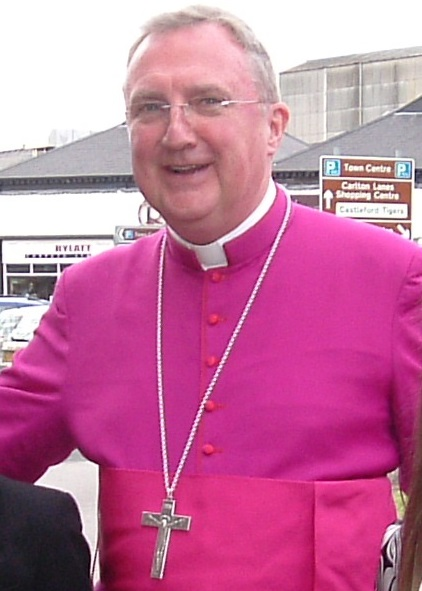
Arthur Roche, prefect sinds 2021

Onderstaand volgt een lijst van prefecten van de dicasterie voor de Goddelijke Eredienst en de Regeling van de Sacramenten, een orgaan van de Romeinse Curie.
| Heilige Congregatie van de Riten                                           | Heilige Congregatie van de Riten |
| -------------------------------------------------------------------------- | -------------------------------- |
| 1759-1771                                                                  | Flavio Chigi                     |
| 1771-1780                                                                  | Mario Marefoschi Compagnoni      |
| 1781                                                                       | Antonio Eugenio Visconti         |
| 1781-1799                                                                  | Giovanni Archinto                |
| 1800-1814                                                                  | Giulio Maria della Somaglia      |
| 1821-1822                                                                  | Giorgio Doria Pamfilj Landi      |
| 1830-1843                                                                  | Carlo Maria Pedicini             |
| 1843-1844                                                                  | Ludovico Micara OFM Cap.         |
| 1847-1854                                                                  | Luigi Lambruschini CRSP          |
| 1854-1860                                                                  | Costantino Patrizi Naro          |
| 1876-1877                                                                  | Luigi Bilio CRSP                 |
| 1877-1878                                                                  | Tommaso Maria Martinelli OESA    |
| 1878-1886                                                                  | Domenico Bartolini               |
| 1887-1889                                                                  | Angelo Bianchi                   |
| 1897-1900                                                                  | Camillo Mazzella SJ              |
| 1889-1895                                                                  | Carlo Laurenzi                   |
| 1899-1902                                                                  | Gaetano Aloisi Masella           |
| 1900-1902                                                                  | Domenico Ferrata                 |
| 1903-1909                                                                  | Serafino Cretoni                 |
| 1909-1918                                                                  | Sebastiano Martinelli OESA       |
| 1918-1929                                                                  | Antonio Vico                     |
| 1929-1938                                                                  | Camillo Laurenti                 |
| 1938-1947                                                                  | Carlo Salotti                    |
| 1953-1954                                                                  | Gaetano Cicognani                |
| 1962-1968                                                                  | Arcadio María Larraona CMF       |
| 1968-1969                                                                  | Benno Gut OSB                    |
| Heilige Congregatie voor de Goddelijke Eredienst                           |                                  |
| 1969-1970                                                                  | Benno Gut OSB                    |
| 1971-1973                                                                  | Arturo Tabera Araoz CMF          |
| Heilige Congregatie voor Sacramenten en de Goddelijke Eredienst            |                                  |
| 1975-1981                                                                  | James Robert Knox                |
| 1983-1984                                                                  | Giuseppe Casoria                 |
| Congregatie voor de Goddelijke Eredienst                                   |                                  |
| 1985-1988                                                                  | Paul Mayer OSB                   |
| Congregatie voor de Goddelijke Eredienst en de Regeling van de Sacramenten |                                  |
| 1988-1992                                                                  | Eduardo Martínez Somalo          |
| 1992-1996                                                                  | Antonio María Javierre Ortas SDB |
| 1996-2002                                                                  | Jorge Medina Estévez             |
| 2002-2008                                                                  | Francis Arinze                   |
| 2008-2014                                                                  | Antonio Cañizares Llovera        |
| 2014-2021                                                                  | Robert Sarah                     |
| 2021-2022                                                                  | Arthur Roche                     |
| Dicasterie voor de Goddelijke Eredienst en de Regeling van de Sacramenten  |                                  |
| 2022-heden                                                                 | Arthur Roche                     |